# Veronetta
Veronetta è un quartiere di Verona, collocato sulla riva sinistra dell'Adige rispetto al centro storico. Il quartiere è abitato da 10 235 persone.
Veronetta ospita quello che fu il primo nucleo abitativo della città. Ospita infatti i resti del teatro romano e il forte austriaco noto come Castel San Pietro, sul colle di San Pietro che domina la città.
Dopo il terremoto del 3 gennaio 1117, che distrusse quasi tutta la città, anche a Veronetta si cominciò a ricostruire: furono innalzate nuove mura, che inclusero le chiese di S. Stefano, S. Giovanni in Valle e S. Maria in Organo. Nel quartiere furono costruite anche altre chiese, come quella di S. Siro e quella di SS. Nazaro e Celso.
Nel XVI secolo fu edificata Porta Vescovo, che delimita ancora oggi la parte orientale del quartiere.
Nel 1801, con l'arrivo napoleonico in Italia, la città fu divisa in due: la riva sinistra dell'Adige, Veronetta appunto, fu attribuita agli austriaci, la destra ai francesi. E fu allora che nacque l'uso di chiamare la parte dominata dagli Austriaci con il nome di Veronetta, dal francese «Veronette», inizialmente con uso dispregiativo. La città fu riunita solo nel 1805, sotto la sovranità della Francia. 
Con la riconquista austriaca, Veronetta fu provvista di vari magazzini militari per le truppe dell'Impero austro-ungarico. Fu proprio dopo l'abbandono degli austriaci e l'inondazione del 1882 che Veronetta cadde in miseria, e finì per essere un quartiere povero.
Solo nel 1973, con un apposito piano, si iniziò a riabilitare il quartiere.
Oggi Veronetta è anche quartiere universitario, poiché sede principale dell'Università degli Studi di Verona.

## Architetture religiose
- Sant'Alessio
- Santo Stefano
- Santi Siro e Libera
- Santa Chiara
- San Giovanni in Valle
- San Zeno in Monte
- Santa Maria in Organo
- San Tomaso Cantuariense
- Santi Nazaro e Celso
- San Paolo in Campo Marzio

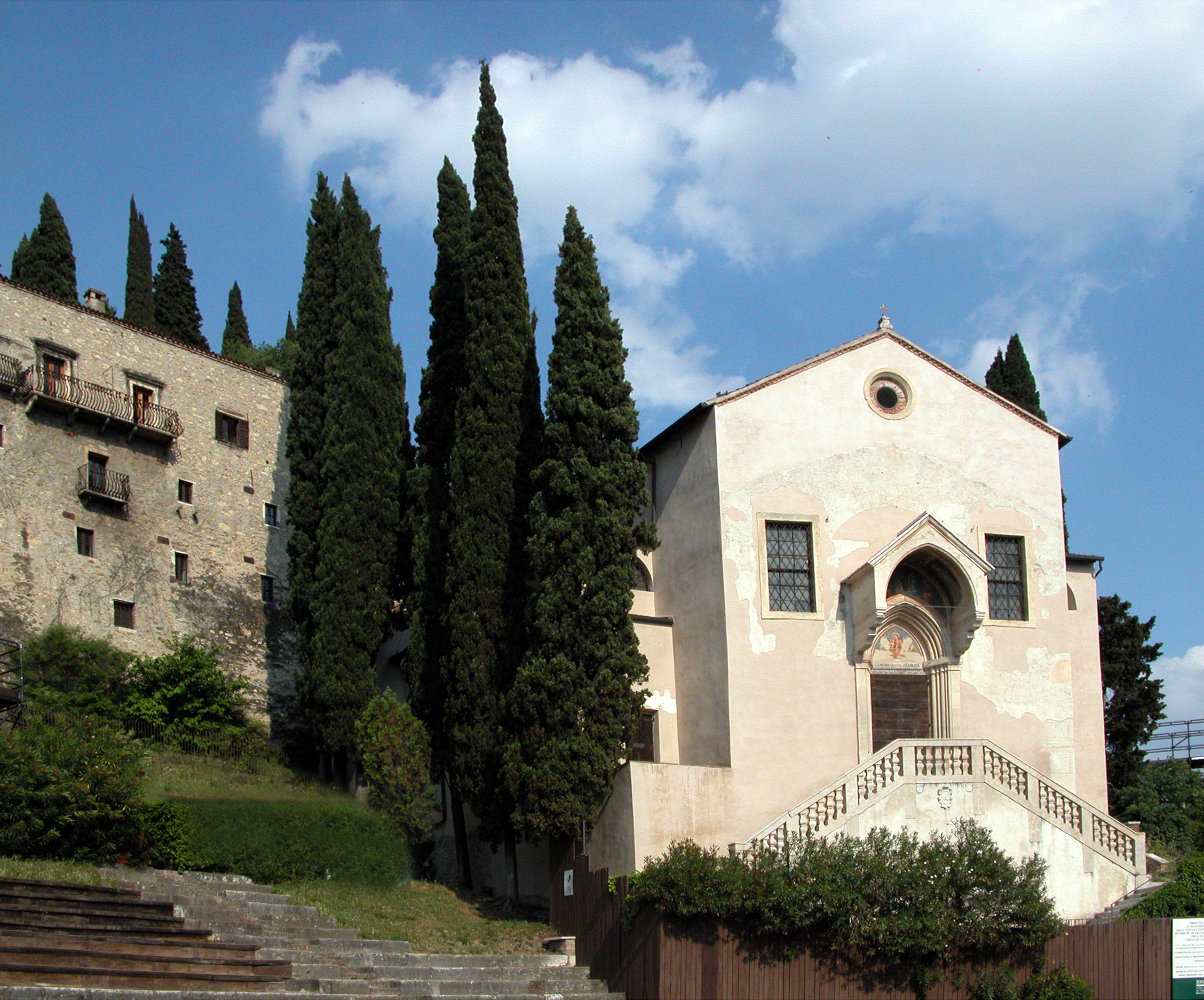
Santi Siro e Libera.

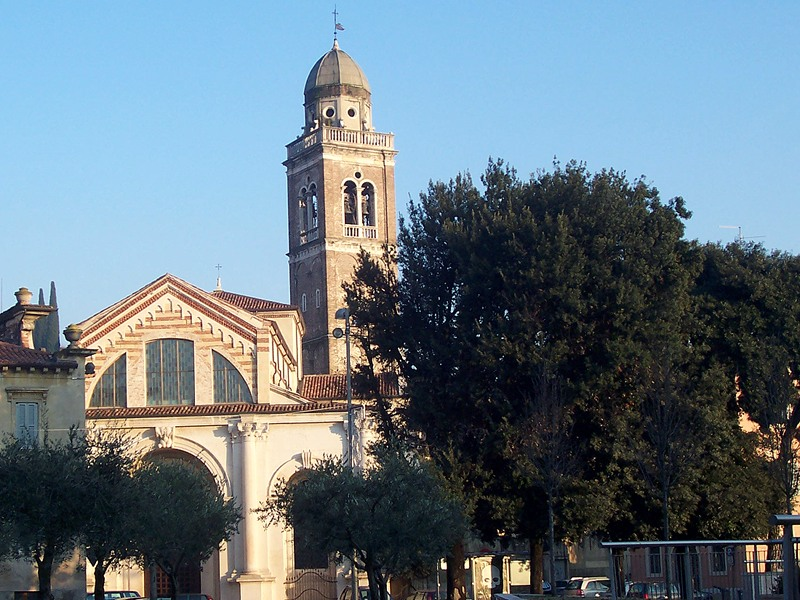
Santa Maria in Organo.

- San Francesco di Paola (Biblioteca Arturo Frinzi, Università di Verona)
- Santa Toscana
- Santa Maria in Paradiso
- San Francesco d'Assisi (Teatro Camploy)

## Piazze
- Piazza Isolo
- Piazza San Tomaso
- Piazza Enrico Bernardi
- Piazza XVI Ottobre (già di Santa Toscana)

## Palazzi ed edifici storici

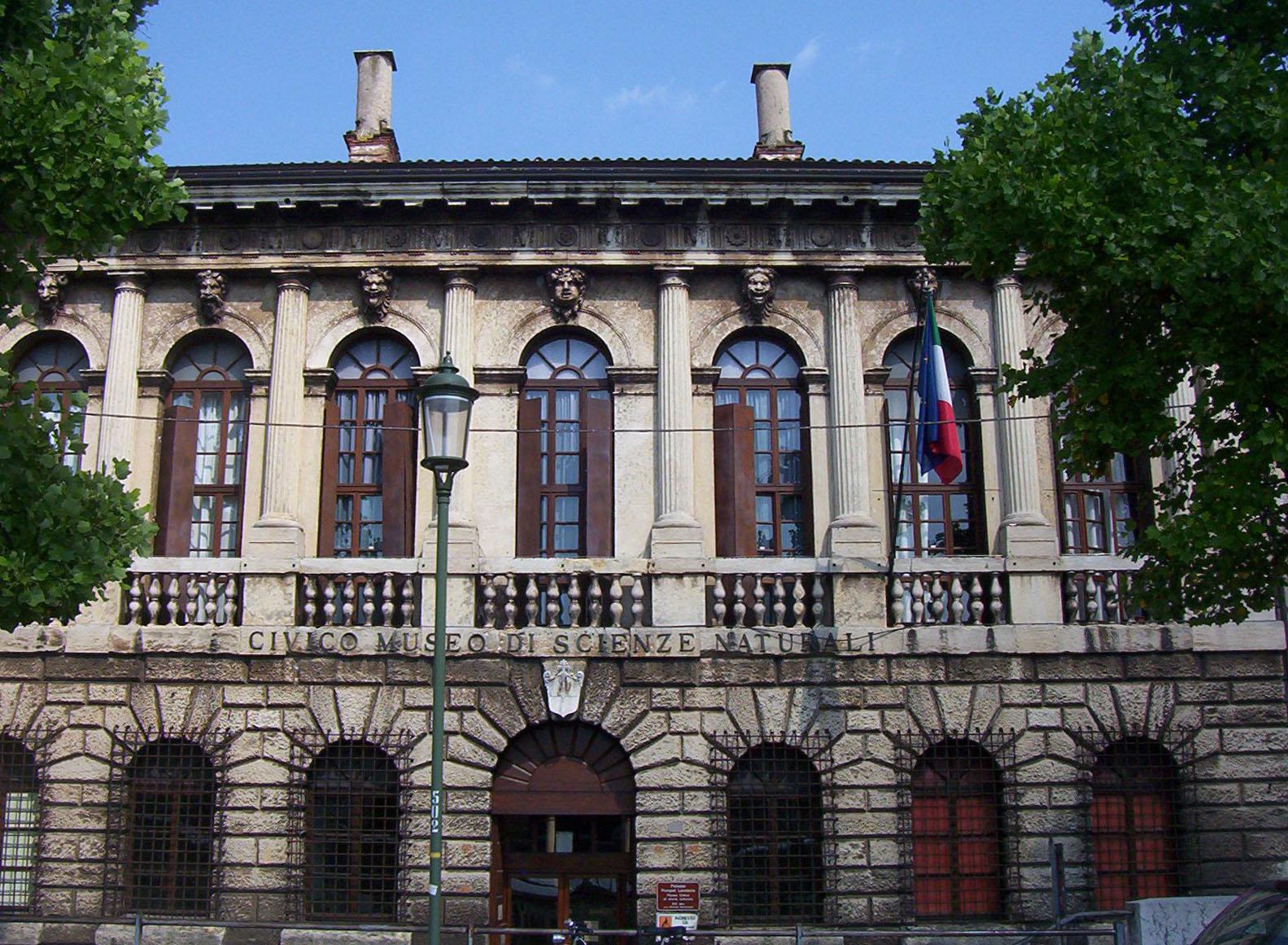
Palazzo Lavezola Pompei, sede del Museo civico di Storia Naturale

- Palazzo Lavezola Pompei, sede del Museo civico di Storia NaturaleVilla Francescatti (Ostello della Gioventù - Salita Fontana del Ferro 15)
- Palazzo Giusti del Giardino (Via Giardino Giusti 2)
- Palazzo Da Pergine Pontedera (Via Gaetano Trezza)
- Palazzo Nenz-Feruzzi-Allegri (Via Gaetano Trezza)
- Palazzo Marogna (Via San Paolo 12-20)
- Palazzo Malesani (già Gozzi-Sona-Maffei, Via XX Settembre 33)
- Palazzo Bocca Trezza (già Murari della Corte Brà - Via XX Settembre 57)
- Palazzo Lavezola Pompei (Museo civico di Storia Naturale - Lungadige Porta Vittoria 9)
- Provianda di Santa Marta
- Funicolare di Castel San Pietro (Vicolo Cieco Zini)

## Istruzione
- Scuola materna Fontana del Ferro
- Scuola materna Garbin
- Scuola materna Mazza
- Scuola Elementare Rubele
- Scuola Elementare Massalongo
- Scuola Elementare Agostini
- Scuola Media Amedeo d'Aosta

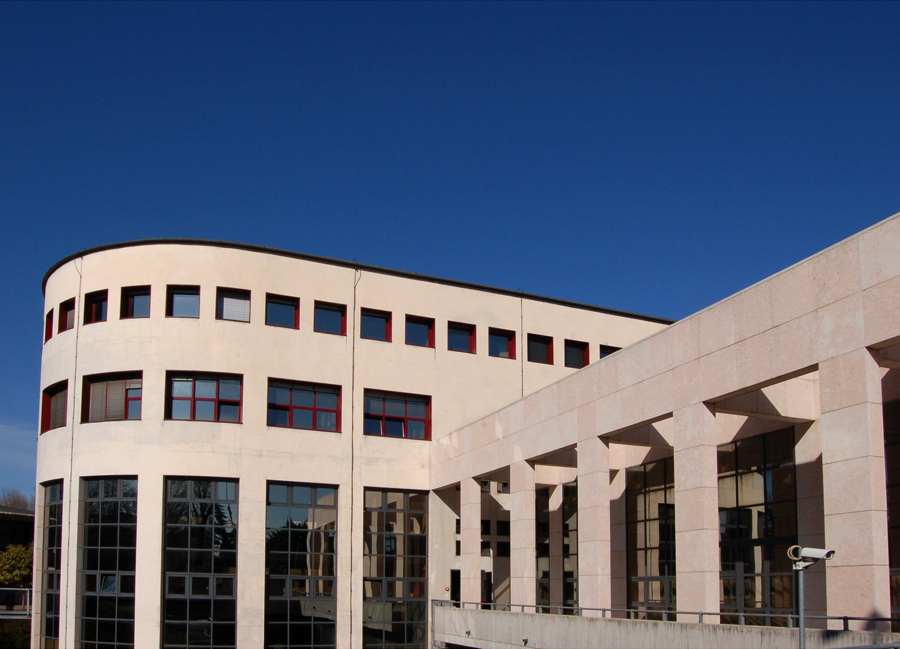
Università degli studi di Verona, Polo Zanotto.

- Liceo Scientifico Girolamo Fracastoro
- Istituto Tecnico Commerciale Marco Polo
- Istituto Professionale per i Servizi Commerciali Michele Sanmicheli
- Istituto Professionale per l'Industria e l'Artigianato Giovanni Giorgi
- Istituto Professionale I.P.I.A. Bon Brenzoni
- Istituto Don Nicola Mazza
- Istituto Campostrini
- Università degli Studi di Verona